# Mati Diop
Mati Diop, född 1982, är en fransk filmregissör och skådespelerska. Hon påbörjade sin karriär som skådespelerska, bland annat i 35 Rhums. Hennes debutfilm som regissör vann juryns stora pris vid filmfestivalen i Cannes 2019. Hennes nästa film vann Guldbjörnen vid filmfestivalen i Berlin 2024.

## Filmografi (i urval)
- 2008 – 35 Rhums
- 2019 – Atlantics
- 2024 – Dahomey